# Спицинська сільська рада
Спи́цинська сільська рада (рос. Спицынский сельский совет) — сільське поселення у складі Шатровського району Курганської області Росії.
Адміністративний центр — село Спицино.
Населення сільського поселення становить 649 осіб (2017; 724 у 2010, 940 у 2002).

## Склад
До складу сільського поселення входять:
| Населений пункт     | Населення, осіб (2002) | Населення, осіб (2010) |
| ------------------- | ---------------------- | ---------------------- |
| Сладчанка, присілок | 216                    | 156                    |
| Сопініна, присілок  | 236                    | 157                    |
| Спицино, село       | 488                    | 411                    |